# رباط ضلعي ترقوي
الرباط الضلعي الترقوي (بالإنجليزية: costoclavicular ligament)‏ أو الرباط المُعَيَّني (rhomboid ligament)، هو الاسم التشريحي لرباط قصير، مسطح، قوي، وشكله شبه معين.
مرتبط أدناه بالجزء العلوي الوسطي لغضروف الضلع الأول من القفص الصدري، و يصعد بميل إلى الوراء للجهة الوحشية، وأعلاه مُثبت إلى السطح الأسفل للترقوة عند منطقة الأحدوبة الضلعية للترقوة.

## علاقات الرباط
يرتبط الرباط الضلعي الترقوي من الأمام مع وتر منشأ العضلة تحت الترقوية. و من الخلف مع الوريد تحت الترقوة.

## صور اضافية

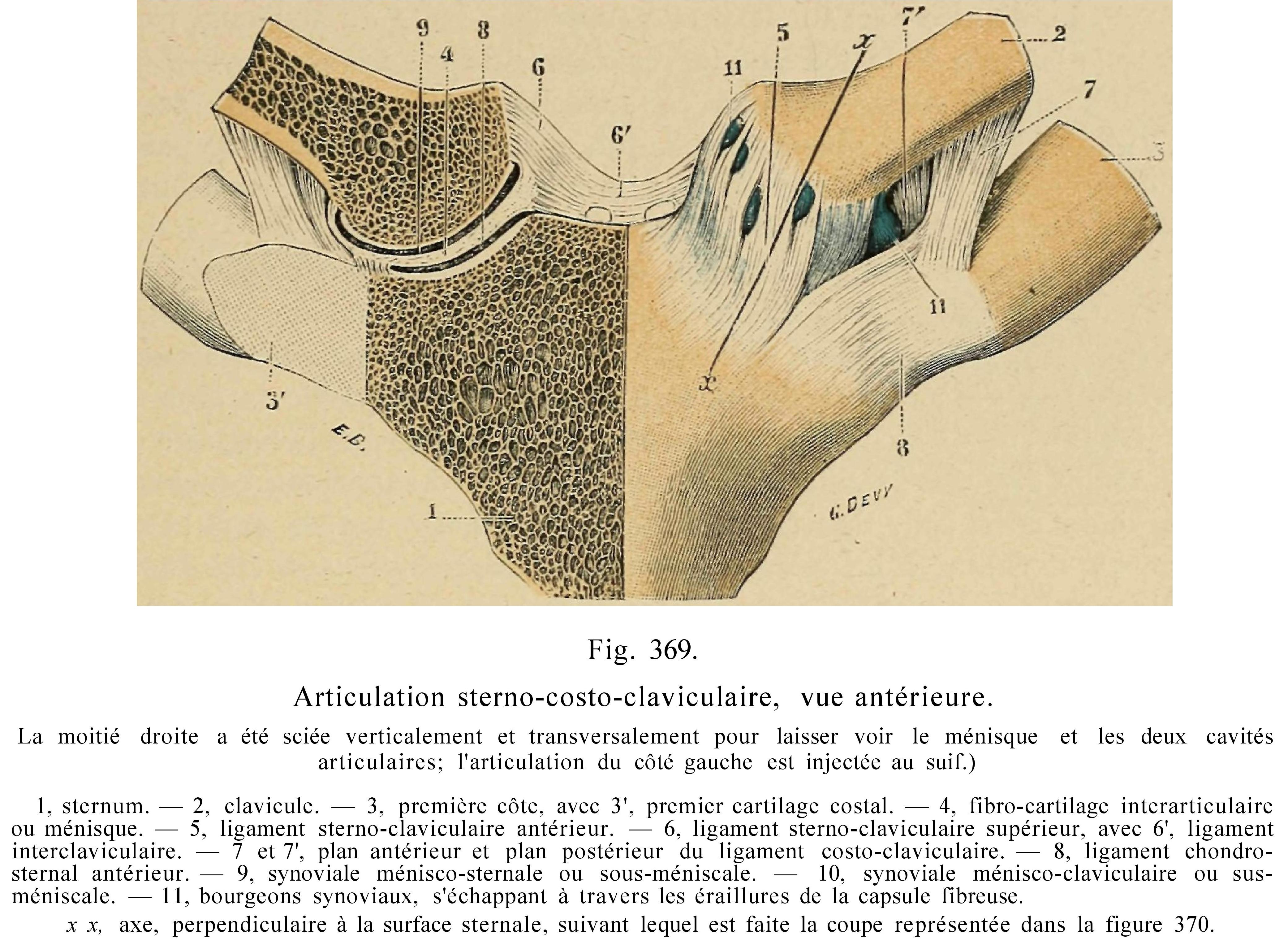
المفصل القصي الترقوي من الأمام. المستويان الأمامي والخلفي للرباط الضلعي الترقوي مبينان بالرقمين 7 (المستوى الأمامي) و 7‘ (المستوى الخلفي).